# Grand Paris
Ne doit pas être confondu avec la Métropole du Grand Paris (EPCI regroupant Paris et la petite couronne), le Forum métropolitain du Grand Paris (syndicat mixte d’études), l'Atelier international du Grand Paris (groupement d'intérêt public chargé de mener une réflexion sur le Grand Paris), la Société du Grand Paris (établissement public chargé du réseau de transport Grand Paris Express), la métropole de Paris (arrondissement de l'Église constitutionnelle) ou encore le Groß-Paris (district allemand sous l'Occupation).
Pour le roman d'Aurélien Bellanger, voir Le Grand Paris.

Label du Grand Paris.

Le Grand Paris est une réalité administrative depuis le 1er janvier 2016 avec la création de la Métropole du Grand Paris (Lois NOTRE et MAPTAM), mais aussi un projet visant à transformer l’agglomération parisienne en une grande métropole mondiale du XXIe siècle, afin, selon ses promoteurs, d'améliorer le cadre de vie des habitants, de corriger les inégalités territoriales et de construire une ville durable.
Ce projet, imaginé et promu par le président de la République Nicolas Sarkozy dès 2008, est conduit, dans le gouvernement de François Fillon, par un secrétariat d'État spécialement créé pour l'occasion, le secrétariat d’État chargé du Développement de la région capitale, dont le premier et dernier titulaire est Christian Blanc. À l'issue d'une première phase de concertation, il propose de créer de nouveaux pôles économiques majeurs autour de Paris, ainsi que d'établir un réseau de transport public du Grand Paris performant qui relierait ces pôles aux aéroports, aux gares TGV et au centre de Paris. La Société du Grand Paris est un établissement public chargé de créer un nouveau métro automatique (« Grand Paris Express », 200 km de voies et 68 gares, évalué à 32,5 milliards d'euros) dans la banlieue parisienne (voir ci-dessous « Projet de Christian Blanc »). En outre, le projet prévoit de constituer une grappe industrielle technologique, dite Paris-Saclay, dans la région du plateau de Saclay, à vingt kilomètres au sud de Paris.
Le projet est aussi institutionnel. Il s'agit de créer une structure de gouvernance entre Paris et son agglomération dense, la métropole du Grand Paris, qui regroupe, aux termes du projet de loi de « modernisation de l’action publique territoriale et d’affirmation des métropoles » adopté par le parlement en décembre 2013, les communes de Paris, des départements des Hauts-de-Seine, de Seine-Saint-Denis et du Val-de-Marne et certaines communes des départements de la grande couronne parisienne. La création de cette métropole à statut particulier a lieu le 1er janvier 2016, date à laquelle sont remplacées l'ensemble des communautés de communes et communautés d'agglomération concernant ces communes par des établissements publics territoriaux.

## Histoire de l'idée de Grand Paris

La Seine avec ses 81 communes tel qu'il fut entre 1929 et 1968 (la ville de Paris s'est agrandie à plusieurs reprises entre 1860 et 1929). Les couleurs montrent comment le département fut découpé en 1968 :
Commune de Paris
Communes intégrées aux Hauts-de-Seine
Communes intégrées à la Seine-Saint-Denis
Communes intégrées au Val-de-Marne

L’idée de « Grand Paris » est ancienne et a été maintes fois réactivée. Sous ce vocable, Napoléon III imaginait étendre la capitale de Saint-Germain-en-Laye, à l'ouest, à Marne-la-Vallée, à l'est.
On retrouve l'occurrence de ce concept dans certains débats des années 1920 notamment au sein de la presse. Georges Valois, dans un article paru dans Le Nouveau Siècle, alerte sur la nécessité d'une fusion administrative entre Paris et sa proche banlieue. Il développe le besoin d'une cohérence des réseaux de transport et un plus grand confort dans les logements populaires.
André Morizet, maire de Boulogne-Billancourt, conseiller général, membre de la commission du Vieux Paris, reprend l'expression en 1932 dans un livre Du vieux Paris au Paris moderne, Haussmann et ses prédécesseurs. Il écrit : « Habitants du Grand Paris, mes frères, notre succès est en nous ! » Avec Henri Sellier, ministre de la Santé et maire de Suresnes, André Morizet se voit confier une mission sur la réforme administrative du Grand Paris à l'époque du Front populaire (1936-1937) avec deux principes : réaffirmer l'autonomie politique des arrondissements de la ville de Paris et la constitution d'un conseil appelé à gérer les intérêts généraux de l'agglomération du Grand Paris. Celui-ci aurait le statut de haut-commissaire ou de secrétaire d'État destiné à gérer le département de la Seine assisté de trois préfets.
Le projet des sénateurs Morizet et Sellier est amplement repris en 1937 dans l'ouvrage du président du conseil municipal de Paris, Jean Raymond-Laurent, Paris, sa vie municipale « Vers le Plus Grand Paris », dans lequel est, en particulier, évoquée la fusion des 20 arrondissements parisiens et des 80 communes du département de la Seine qui seraient représentés par un conseil du « Plus Grand Paris » de 100 membres[réf. souhaitée].
Le géographe Jean-François Gravier reprend cette idée et cette expression en 1949 parmi les propositions qu'il fait dans son ouvrage La Mise en valeur de la France, dont le but est de corriger les déséquilibres du territoire français qu'il avait présentés deux ans auparavant dans Paris et le désert français. Il imagine alors un Grand Paris de plus de cinq millions d'habitants et met déjà en avant le problème de la place trop importante de l'automobile dans la capitale.
En pratique, un Grand Paris existe à l’échelle du département de la Seine. Mais en 1964, lors de la réorganisation de la région parisienne, le choix de De Gaulle consiste à démembrer ce grand Paris. La reconfiguration politique est imposée aux élus de l'agglomération parisienne, élus qui sont majoritairement hostiles à toute réforme territoriale qui viserait à supprimer le département de la Seine. Pour ces élus, cet échelon départemental a fait ses preuves et constitue un échelon pertinent de décision. Néanmoins, il exclut une partie de la région parisienne — en particulier, les zones urbanisées de la Seine-et-Oise —, qui ne bénéficie pas pour ses politiques d’équipement de la manne financière parisienne.
La loi 66-1069 du 31 décembre 1966 crée les premières communautés urbaines pour plusieurs villes (Bordeaux, Lille, Lyon et Strasbourg) et montre qu'une administration à l'échelle d'une métropole est possible. À l'époque, l'objectif était de remédier au décalage entre les structures administratives existantes et la réalité géographique de ces agglomérations.
Aujourd’hui le Grand Paris peut être délimité sur trois zones :
- Métropole du Grand Paris (814 km² pour 7 millions d'habitants). Taille moyenne des grandes villes mondiales, Il s'agit de l'échelle institutionnelle de base, avec son exécutif et son conseil métropolitain élu au suffrage universel direct (par fléchage). Comparable à Berlin (892 km² et 3,75 millions d'habitants).
- Métropole du grand Paris + intercommunalités intégrant le nom "Paris", dans leur dénomination (1822 km²– 8,33 millions d’habitants). Il s'agit d'une délimitation subjective mais bénéficiant d'une cohérence car, en plus d’être un bloc relativement compact regroupant 90% de la population de l’agglomération, cet espace repose sur la reconnaissance de chacune des collectivités membres à faire partie de la métropole parisienne. Comparable au Grand Londres (1572 Km² et 8,9 millions d'habitants).
- Unité urbaine de Paris (2 723 km2 – 10,2 millions d’habitants). Unité morphologique de l’agglomération, elle est en perpétuelle évolution et n’est guère que statistique.

## L'émergence d'un projet pour le Grand Paris

### La consultation internationale «Le Grand Pari(s)»

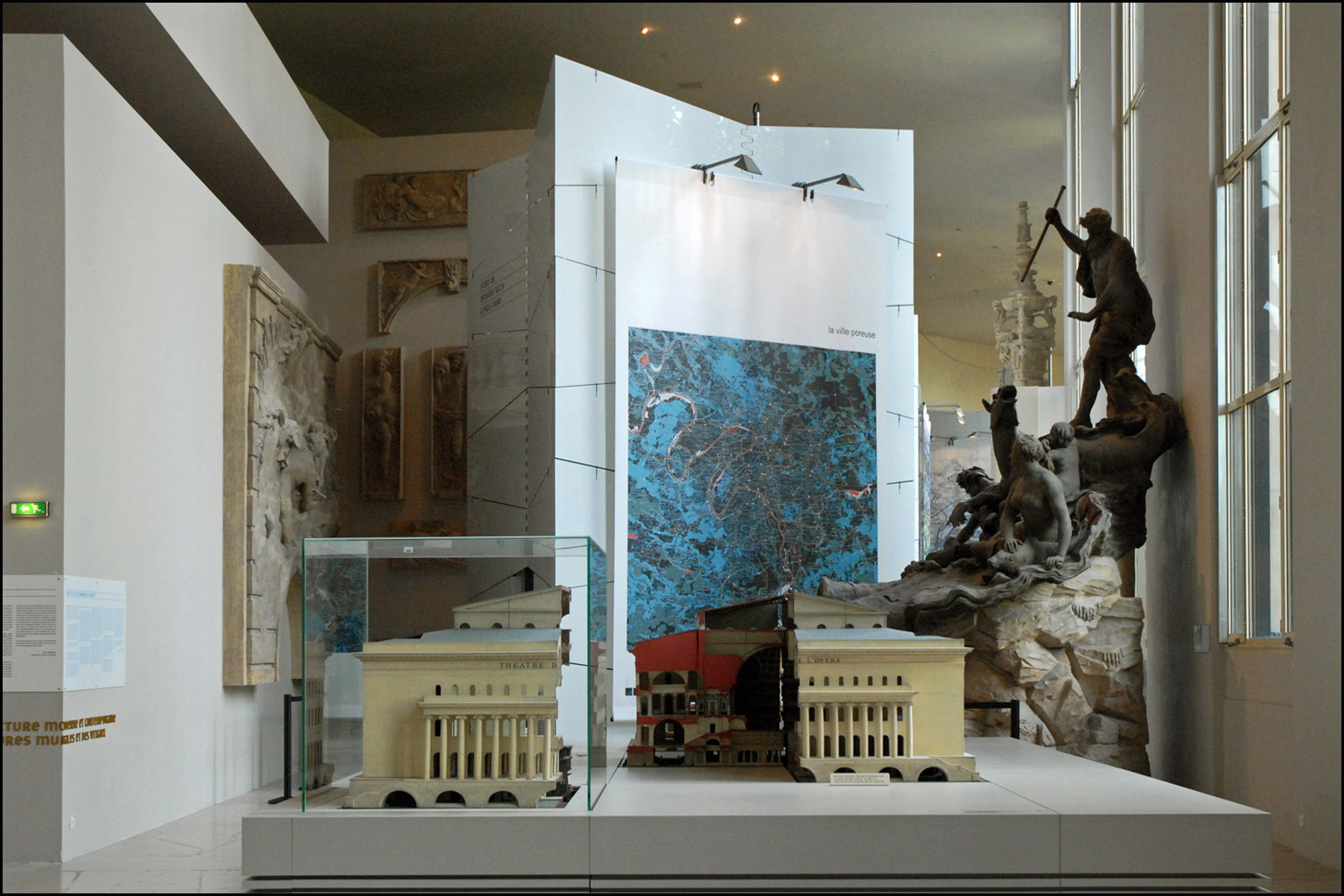
Exposition intitulée « Le Grand Paris de l’agglomération parisienne », à la Cité de l'architecture et du patrimoine du 30 avril au 22 novembre 2009.

Le 26 juin 2007, lors du discours d'inauguration du satellite S3 de l'aéroport de « Roissy-Charles-de-Gaulle », Nicolas Sarkozy annonce l'intention de l'État de développer une vision globale d'aménagement pour la région Île-de-France. Il propose une réorganisation des pouvoirs, Paris étant la seule agglomération de France à ne pas avoir de communauté urbaine. Le 17 septembre 2007, lors du discours d'inauguration de la Cité de l'architecture et du patrimoine, il propose de réfléchir à un nouveau projet d'aménagement global du Grand Paris pour la région parisienne. Il annonce son intention de lancer une consultation architecturale internationale pour « travailler sur un diagnostic prospectif, urbanistique et paysager, sur le Grand Paris à l'horizon de vingt, trente voire quarante ans ».
Le 4 juin 2008, dix équipes internationales d’architectes se sont vu confier la tâche, par Nicolas Sarkozy, de réfléchir à un « projet d'exception » pour l’avenir de Paris dans le cadre d’une consultation multidisciplinaire intitulée « Le Grand Pari(s) ». Les dix équipes retenues sont les équipes de Richard Rogers, Yves Lion, l'AUC , Christian de Portzamparc, Antoine Grumbach, Jean Nouvel, Studio 08, Roland Castro, LIN Finn Geipel Giulia Andi et MVRDV. La consultation est placée sous la responsabilité d'un « comité de pilotage » formé par 14 représentants des ministères, de la région Île-de-France, de la ville de Paris et des maires d'Île-de-France.
Les propositions des architectes ont fait l'objet d'une exposition intitulée « Le Grand Paris de l’agglomération parisienne », à la Cité de l'architecture et du patrimoine du 30 avril au 22 novembre 2009.

### L'Atelier international du Grand Paris (AIGP)
Le 10 février 2010, Bertrand Lemoine, architecte et ingénieur, directeur de recherche au CNRS, a été nommé au poste de directeur général de l'Atelier international du Grand Paris, qui fédérait les équipes d'architectes au sein d'une structure permanente. L'Atelier a fermé ses portes le 31 décembre 2017. Le rôle de l'Atelier international du Grand Paris était de poursuivre la production d'idées et de propositions sur le Grand Paris, de faciliter les coopérations entre acteurs de la métropole et de promouvoir le débat public. Il a recensé quelque 650 projets en cours sur le Grand Paris et poursuivi l'inventaire des « mille lieux » du Grand Paris. Son conseil scientifique rassemblait initialement les dix équipes pluridisciplinaires ayant participé en 2008-2009 à la consultation internationale sur « le Grand Pari de l’agglomération parisienne », puis quinze équipes pluridisciplinaires menées par des architectes-urbanistes, recrutées en 2012 à la suite de l’organisation d’une nouvelle consultation internationale.
Son conseil d’administration rassemblait depuis juin 2011 des représentants de l’État (ministères de l'Égalité des Territoires et du Logement, de la Culture et de la Communication, Préfet de Paris et de l'Île-de-France) et des représentants de la Ville de Paris, de la région Île-de-France, de l’Association des maires d’Île-de-France (AMIF) et de Paris Métropole.
L'Atelier international du Grand Paris s’est inscrit dans une démarche transversale. Il a conduit et mis en œuvre des actions de recherche, de développement, de valorisation et d’animation des réseaux de professionnels du cadre bâti. Il s’est attaché à favoriser le dialogue et la concertation entre tous les acteurs concernés du Grand Paris. Il constitue un lieu d’expérimentation, de création et de débat. Après ses travaux sur la mobilité à l’automne 2010, dans le cadre des débats publics sur les projets de transport dans la région parisienne, et qui ont contribué de manière déterminante à aboutir en 2011 à une synthèse sur les transports publics dans le Grand Paris, l’Atelier a continué, tout en veillant à garder une vision globale et prospective sur le devenir du Grand Paris, à poursuivre ses réflexions en lien avec de nombreux partenaires sur différentes problématiques transversales : questions culturelles, transformations des territoires, avis sur les contrats de développement territorial, évolution des règles d’urbanisme, programme de recherche sur « la ville au prisme de l’énergie », processus de révision du schéma directeur de la région Île-de-France (SDRIF), intensité urbaine, espaces ouverts et agriculture, quartiers de gares, etc.
Son conseil scientifique a poursuivi une série d'études livrées fin mars 2013 sur deux thèmes. « Habiter le Grand Paris » répondait aux ambitions affichées d’augmenter très significativement le volume de logements neufs dans la métropole parisienne, de rééquilibrer habitat et emplois sur le territoire du Grand Paris et de faire du logement un outil essentiel du développement urbain et de l’égalité des territoires. « Systèmes métropolitains » interrogeait la métropole à l’aune de ses différentes échelles, de la ville-monde à la structuration des bassins de vie et des pôles de centralité, des flux et des réseaux, pour dessiner une physiologie, un caractère, un récit propre au Grand Paris.

#### Liste des équipes du conseil scientifique de l'AIGP
Les dix équipes pluridisciplinaires ayant participé à la consultation de 2008-2009 et ayant formé le premier conseil scientifique de l'AIGP sont :
|    | Nom de l'équipe                   | Nationalité | Principal représentant   | Autres participants majeurs |
| -- | --------------------------------- | ----------- | ------------------------ | --- |
| 1  | MVRDV                             | Pays-Bas    | Winy Maas                | Jacob van Rijs, Nathalie De Vries |
| 2  | Atelier Castro Denissof Casi      | France      | Roland Castro            | Sophie Denissof, Silvia Casi |
| 3  | LIN                               | Allemagne   | Finn Geipel              | Giulia Andi |
| 4  | Studio 09                         | Italie      | Bernardo Secchi          | Paola Viganò |
| 5  | Nouvel, Duthilleul, Cantal-Dupart | France      | Jean Nouvel              | Jean-Marie Duthilleul, Michel Cantal-Dupart, Alexandre Allard, Rémy Babinet, Patrick Bouchain, Daniel Buren, Michel Desvigne, Alain Fleischer, Anne Lacaton, Jean-Philippe Vassal |
| 6  | Atelier Christian de Portzamparc  | France      | Christian de Portzamparc | Daniel Béhar |
| 7  | l'AUC                             | France      | l'AUC                    | |
| 8  | Groupe Descartes                  | France      | Yves Lion                | François Leclercq, David Mangin |
| 9  | Rogers Stirk Harbour & Partners   | Royaume-Uni | Richard Rogers           | Mike Davies, Arup |
| 10 | Agence Grumbach & associés        | France      | Antoine Grumbach         | Jean-Marie Charpentier, Bruno Fortier |

Les 15 équipes qui forment en 2013 le conseil scientifique de l’AIGP sont constituées de :
1. Atelier Roland Castro, Sophie Denissof et Associés, Silvia Casi ;
2. Les Urbanistes Associés, Devillers et Associés ;
3. FGP(a) + TER, Philippe Gazeau, architecte ;
4. Antoine Grumbach et Associés ;
5. Agence François Leclercq, Atelier Lion & Associés, Agence Marc Mimram ;
6. LIN, Finn Geipel + Giulia Andi ;
7. Bres + Mariolle et Chercheurs Associés ;
8. MVRDV avec AAF et ACS, Winy Maas, architecte ;
9. DPA, Dominique Perrault, architecte urbaniste ;
10. Agences Élisabeth et Christian de Portzamparc ;
11. Rogers Stirk Harbour + Partners, Mike Davies, architecte ;
12. Studio 013_Bernardo Secchi et Paola Vigano ;
13. Seura Architectes (F. Bougnoux, JM. Fritz, D. Mangin) ;
14. Star Stratégies + Architecture, Beatriz Ramo (Rotterdam) ;
15. Trevelo et Viger-Kohler (TVK) / Acadie / Güller Güller / Bas Smets.

### Projet de Christian Blanc

Premier projet de métro en rocade autour de Paris.

Christian Blanc, nommé secrétaire d’État chargé du Développement de la région capitale par Nicolas Sarkozy, a proposé la création de pôles économiques majeurs autour de Paris, ainsi que la création d'un Réseau de transport public du Grand Paris performant qui relierait ces pôles aux aéroports, aux gares TGV et au centre de Paris. Ce projet se retrouve en concurrence frontale avec le tracé du projet de rocade Arc Express présenté par le STIF et le conseil régional d'Île-de-France présidés par Jean-Paul Huchon.
Des citoyens de l'association Grand Paris et du Conseil de développement de Plaine Commune s'interrogent de l'existence de deux projets et en demandent la fusion, qui est partiellement effectuée pour l'inauguration de Chaillot le 29 avril 2009 et entérinée dans un Protocole d'accord entre l’État et la Région relatif aux transports publics en Île-de-France le 26 janvier 2011.
La loi no 2010-597 du 3 juin 2010 relative au Grand Paris a défini le Réseau de transport public du Grand Paris comme « constitué des infrastructures affectées au transport public urbain de voyageurs, au moyen d'un métro automatique de grande capacité en rocade qui, en participant au désenclavement de certains territoires, relie le centre de l'agglomération parisienne, les principaux pôles urbains, scientifiques, technologiques, économiques, sportifs et culturels de la région d'Île-de-France, le réseau ferroviaire à grande vitesse et les aéroports internationaux, et qui contribue à l'objectif de développement d'intérêt national fixé par l'article 1er »,.
La loi crée un établissement public, la Société du Grand Paris chargée de la mise en œuvre de ce réseau de transport, en lien avec le Syndicat des transports d'Île-de-France (STIF), ainsi que des outils juridiques afin de faciliter la réalisation de grandes opérations d'urbanisme ; elle prévoit enfin la création d'un établissement public chargé de l'aménagement, de l'urbanisme et de la mise en place d'une grappe industrielle et scientifique (en franglais : cluster industriel et scientifique) autour du plateau de Saclay et l'Opération d'intérêt national Paris-Saclay. Ce projet concerne 49 communes des départements de l'Essonne et des Yvelines.
À la suite de la concertation publique en 2011, les deux projets Grand Paris et Arc Express sont fusionnés dans un seul projet intitulé Grand Paris Express. Une première enquête publique est prévue en 2012 (fin 2011 pour prolonger la ligne 14), pour une mise en service échelonnée de 2018 à 2025, sauf pour la liaison entre Versailles et La Défense, repoussée après cette date. Une rocade Arc Express, affectée au transport lourd autour de Paris, est également prévue.

### Inventons la métropole du Grand Paris (IMGP)
En 2016, un vaste appel à projets international intitulé « Inventons la métropole du Grand Paris » (IMPGP) est lancé. Il concerne la mise en place de projets immobiliers, de bâtiments tertiaires, de zones de loisirs, d'espaces verts, de sites sportifs, de lieux culturels, etc. Les candidats sont constitués d’architectes, de promoteurs, d’investisseurs, d’utilisateurs, de start-ups, de chercheurs, d’associations ou de PME. Ils doivent proposer des projets urbains ou des projets de construction sur des terrains répartis sur l’ensemble du territoire métropolitain.
La première édition, lancée en octobre 2016, a engendré près de 7,2 milliards d’euros d’investissements privés et 2,6 millions de m2 à construire. Les résultats ont été dévoilés le 18 octobre 2017 : sur les 420 candidatures reçues, seuls 54 lauréats ont été retenus correspondant au nombre de sites de l'appel à projets.
La seconde édition, intitulée simplement « Inventons la métropole du Grand Paris 2 » (IMGP 2), concerne 27 sites : 85 finalistes, auditionnés du 13 mai au 5 juin 2019, ont été sélectionnés. Finalement, 23 projets ont été retenus.
La troisième édition, « Inventons la métropole du Grand Paris 3 » (IMGP 3), comporte plusieurs nouveautés : le projet s'inscrit dans le plan de relance métropolitain, mais respecte également le contrat de relance et de transition écologique (CRTE), que la Métropole a signé avec l’État en mars 2022.

### Grand Paris Express
Une somme de 32,4 milliards d’euros sera investie d’ici 2025 pour la modernisation des réseaux actuels en particulier des RER, et la réalisation d’un métro automatique de rocade autour de Paris, élément majeur du Grand Paris nommé Grand Paris Express. Deux projets étaient en concurrence dans ce but : Arc Express, d’une part, qui consiste en un métro de 60 km en rocade porté par la région, et la Double boucle de métro souterrain de 130 km pensée par le gouvernement, aussi appelée « Grand Huit ».
Nathalie Kosciusko-Morizet, ministre chargée des Transports, a mis l’accent sur la « rénovation », permise par cet accord, qui concernera le réseau actuel. Selon elle, les Franciliens vont voir rapidement « des améliorations très concrètes ». Il s'agit du prolongement de la ligne E du RER à l'ouest, de l’amélioration des RER C et D, ainsi que des poursuites des projets de tramways et de transports en site propre.

### Impact des Jeux olympiques de 2024
Emmanuel Macron et son gouvernement envisagent une réduction du projet de Grand Paris Express pour financer les Jeux olympiques d'été de 2024. En particulier, les lignes 17 et 18 du métro seraient reconsidérées « dans leur calendrier et leur dimensionnement ».

## Gouvernance

### La Métropole du Grand Paris
En mars 2009, le comité pour la réforme des collectivités locales rend son rapport, communément appelé « rapport Balladur », dans lequel la fusion du département de Paris avec ceux de la petite couronne (Hauts-de-Seine, Val-de-Marne et Seine-Saint-Denis) est proposée à l'horizon 2014. Ce projet est aussi plébiscité par le sénateur Philippe Dallier, vice-président de la délégation sénatoriale aux collectivités territoriales et à la décentralisation, ainsi que par Claude Bartolone, président du conseil général de la Seine-Saint-Denis. La question de la gouvernance institutionnelle ne figure pas dans la loi de réforme des collectivités territoriales françaises de 2010 et est remis à une date ultérieure.
À la suite de l'alternance de 2012, le scénario de la fusion des départements est abandonné. Dans le cadre de l'avant-projet de loi du gouvernement Ayrault sur la décentralisation, le moratoire sur l'achèvement obligatoire de la carte intercommunale dans la petite couronne, adopté dans la loi de 2010 à la suite d'un amendement de Philippe Dallier, est supprimé ; les communes des trois départements devront être regroupées en EPCI à fiscalité propre au 1er janvier 2015. C'est un scénario « polycentrique » associant Paris et de grandes communautés d'agglomération, préconisé notamment par Patrick Braouezec, président de Paris métropole, qui est alors retenu. Ce syndicat mixte d'étude est appelé à évoluer vers un pôle métropolitain réformé (association des conseils généraux et de la région Île-de-France; élargissement des compétences aux questions relatives au logement).
Le projet de loi de modernisation de l'action publique territoriale et d'affirmation des métropoles prévoit finalement pour Paris la constitution au 1er janvier 2016 d'un syndicat mixte s'apparentant au pôle métropolitain, la Métropole de Paris, centré notamment sur la question du logement. Cette hypothèse étant rejetée par le Sénat en juin 2013, le gouvernement introduit à l'Assemblée nationale des dispositions faisant de la « métropole du Grand Paris » une intercommunalité regroupant les communes de Paris et des trois départements de la Petite couronne et supprimant leurs intercommunalités, devant être créé au 1er janvier 2016.

### L'émergence de grandes communautés d’agglomération
Diverses villes se sont regroupées dans les années 2000 au sein de communautés d'agglomérations de grande taille, afin de mettre en œuvre des projets communs, participer aux choix de développement de l'agglomération parisienne, et permettre la prise en compte de leurs préoccupations.

#### Plaine Commune
La communauté d'agglomération Plaine Commune (transformée en établissement public territorial le 1er janvier 2016), constituée des villes d'Aubervilliers, d'Épinay-sur-Seine, de Pierrefitte-sur-Seine, de Saint-Denis, est créée en 2001 par transformation d'une communauté de communes instituée au 1er janvier 2000.
Le 1er janvier 2003, la communauté d’agglomération est rejointe par Stains et L'Île-Saint-Denis, suivant l'avis de référendums populaires tenus le 29 septembre 2002. Le 1er janvier 2005, La Courneuve devient la huitième commune de la communauté. Enfin, le 1er janvier 2013, Saint-Ouen devient la neuvième commune de la communauté, qui, avec ses 403 833 habitants, devient la plus importante communauté francilienne.
La Communauté d'agglomération associe les membres du Conseil de développement de Plaine Commune au débat sur le grand Paris.
Le 26 novembre 2008, à la suite d'une saisine du président de la Communauté d'agglomération, Patrick Braouezec, en février 2008, le Conseil de développement de Plaine Commune présente sa première contribution au projet de Grand Paris au bureau communautaire. Soucieux de la légitimité démocratique du projet retenu, le Conseil de développement de Plaine Commune invite tous les acteurs concernés à construire un projet partagé avec la population francilienne. Pour sa part, il invite les huit conseils de développement d'Île-de-France à se saisir de la question et demande à participer au comité des partenaires de Paris Métropole.
Le Conseil de développement de Plaine Commune a contribué à quatre reprises à la métropole du Grand Paris, sur le projet lui-même, sur le grand Paris des transports, sur le Contrat de développement territorial (CDT) de Plaine Commune dans le grand Paris et pour une métropole du grand Paris construite avec les habitants à partir des bassins de vie.
Parallèlement, une contribution commune des Conseils de développement franciliens a été réalisée sur le Grand Paris (en mai 2010) ainsi qu'un cahier d'acteurs lors des débats sur le grand Paris des transports (en décembre 2010) et plusieurs rencontres franciliennes de la société civile avec le Conseil économique, social et environnemental régional (CESER) d'Île-de-France sur l'aménagement et le logement dans le cadre de la métropole du Grand Paris.
Enfin, le Conseil de développement de Plaine Commune, avec la Coordination régionale des Conseils de développement franciliens et soutenu par la Coordination nationale des Conseils de développement, a déposé à plusieurs reprises des amendements aux différents projets de loi sur la réforme territoriale, les métropoles et le Grand Paris. Il s'agit d'une part de renforcer les Conseils de développement et la démocratie participative dans la construction des métropoles. D'autre part, l'amendement vise à transformer le Conseil de développement de Plaine Commune en Conseil de développement territorial du Grand Paris sur le territoire de Plaine Commune.
Le Conseil de développement de Plaine Commune demande à participer à la mission de préfiguration du Grand Paris et au Conseil de développement de la métropole du Grand Paris.

#### Est Ensemble
Après plusieurs années de réflexion sur des regroupements à géométrie variable, les villes de Bagnolet, Bobigny, Bondy, Les Lilas, Montreuil, Noisy-le-Sec, Le Pré-Saint-Gervais, Pantin et Romainville se sont regroupées le 1er janvier 2010 au sein de la Communauté d'agglomération Est Ensemble, qui, avec près de 400 000 habitants, est, à sa création, la plus grosse intercommunalité d'Île-de-France.

#### Grand Paris Seine Ouest
Les communautés d'agglomération Val de Seine et Arc de Seine ont fusionné le 1er janvier 2010 pour former cette nouvelle communauté d'agglomération qui regroupe Boulogne-Billancourt, Sèvres, Issy-les-Moulineaux, Vanves, Meudon, Chaville et Ville-d'Avray. Première structure à porter officiellement le nom de « Grand Paris », elle n'intègre pourtant pas la ville de Paris.

#### Versailles Grand Parc
La communauté d'agglomération Versailles Grand Parc regroupe les communes de Bailly, Bièvres, Bois-d'Arcy, Bougival, Buc, Châteaufort, Fontenay-le-Fleury, Jouy-en-Josas, La Celle-Saint-Cloud, Le Chesnay, Les Loges-en-Josas, Noisy-le-Roi, Rennemoulin, Rocquencourt, Saint-Cyr-l'École, Toussus-le-Noble, Vélizy-Villacoublay, Versailles et Viroflay.

## Aspects techniques
Les chantiers prévus vont créer d'importants flux de matériaux de construction, de camions et de déchets, qui nécessitent d'être planifiés. Ainsi, pour la seule construction de 200 km de nouvelles lignes de métro en rocade périphérique et de 68 gares nouvelles, 43 millions de tonnes de déblais devraient être extraites en 15 ans environ, de 2016 à 2030. Un appel à projets innovants, soutenu par l'Agence de l'environnement et de la maîtrise de l'énergie (ADEME) a été lancé en 2016. Il vise à valoriser 70 % de ces déblais. Un million de tonnes issues du creusement de la ligne 16, pourraient servir à réaliser un parc urbain à Chelles (Seine-et-Marne) et Montfermeil (Seine-Saint-Denis) pour combler d'anciennes carrières souterraines de gypse qui ont commencé à s'effondrer.

## Magazines sur le Grand Paris
Le magazine Le journal du Grand Paris, lancé en 2014, en amont même de la création de la métropole du Grand Paris, est aujourd'hui le premier titre de presse entièrement consacré au Grand Paris. Édité par la société JGPmedia, il offre aux professionnels de la fabrique de la ville une veille et des décryptages sur l'aménagement, les grands projets et l'économie de la région. D'une périodicité hebdomadaire, proposant également un flux d'informations quotidien sur son site web, il est en vente par abonnement. Le journal du Grand Paris est diffusé en différents formats : un hebdomadaire papier et digital, une newsletter quotidienne réservée aux abonnés, une dizaine de hors-séries par an, et des articles publiés quotidiennement sur son site web. La maire de Paris, Anne Hidalgo, la présidente de la région, Valérie Pécresse, ou le président de la métropole du Grand Paris, Patrick Ollier, s'expriment fréquemment dans ses colonnes. Le journal du Grand Paris est également l'organisateur des Assises du Grand Paris, un cycle événementiel soutenu notamment par la métropole du Grand Paris. Les Assises du Grand Paris visent à favoriser les rencontres entre les acteurs publics et privés du Grand Paris, à animer le débat sur les trajectoires vers la neutralité carbone, à élaborer un observatoire de la décarbonation et à identifier les gisements d’économie.
Objectif Grand Paris est un magazine trimestriel, en vente en kiosques et par abonnement, lancé en novembre 2012 par Samuel Bendeks. Il est destiné aux décideurs économiques et politiques impliqués dans le projet : élus, hauts fonctionnaires de l’État et des collectivités territoriales, chefs d’entreprise, responsables des organisations professionnelles et du monde associatif, et plus généralement tous les acteurs du Grand Paris. Cette revue traite des projets architecturaux, d'aménagement et plus généralement de la construction de la ville et des nouveaux centres urbains, des enjeux de la gouvernance, de la dynamique environnementale, de l'attractivité du territoire, des suivis de chantiers de ce vaste projet qu'est le Grand Paris.
Le magazine Grand Paris Développement, lancé en automne 2011, a été un titre majeur de la presse consacrée au Grand Paris. Il couvrait l'évolution du Grand Paris et ses enjeux en matière d'urbanisme, d'environnement et de transports. Il n'est plus diffusé et ses dernières éditions remontent à une période antérieure. D'autres magazines, tels que Centralités, ou encore Megalopolis lancé en 2010 par un groupe de jeunes diplômés de l'école de journalisme de Science Po Paris, ont également couvert l'actualité du Grand Paris mais ne sont plus aujourd'hui en circulation.